# أسفار الأنبياء
أسفار الأنبياء ((بالعبرية: נְבִיאִים)) هو القسم الرئيسي الثاني من كتب التناخ. وبين التوراة (التعليمة) وأسفار الكتابات. ينقسم أسفار الأنبياء إلى مجموعتين. الأنبياء السابقين ((بالعبرية: נביאים ראשונים)) ويتكون من الكتب سفر يشوع، وسفر القضاة، سفر صموئيل الأول والثاني وسفر الملوك؛ بينما الانبياء الأواخر ((بالعبرية: נביאים אחרונים)): وتشمل أسفار إشعياء، إرميا، حزقيال وأسفار الأنبياء الصغار الاثني عشر. يحوي الكتاب على قصص وتاريخ الأنبياء والملوك اليهود.

## ملخص
في اليهودية، يحسب كل من سفر صموئيل وسفر الملوك ككتاب واحد. بالإضافة إلى ذلك، يتم حساب الأسفار النبوية الإثني عشر القِصار كواحد في مجموعة واحدة تسمى "Trei Asar" أو «أسفار الأنبياء الصغار». وبالتالي فإن التقاليد اليهودية تحوي ما مجموعه ثمانية كتب في أسفار الأنبياء من أصل 24 كتابًا ضمن التناخ بأسرها. في الشعيرة اليهودية، يتم قراءة مختارات من أسفار الأنبياء علانية في الكنيس بعد قراءة التوراة في كل يوم من أيام السبت، وكذلك في المهرجانات اليهودية وأيام الصيام. سفر دانيال والذي هو جزء من أسفار الكتابات "Ketuvim"، في التناخ.